# NGC 5881
NGC 5881 este o galaxie spirală situată în constelația Dragonul. A fost descoperită în 26 aprilie 1789 de către William Herschel.